# Nobile Contrada dell'Oca

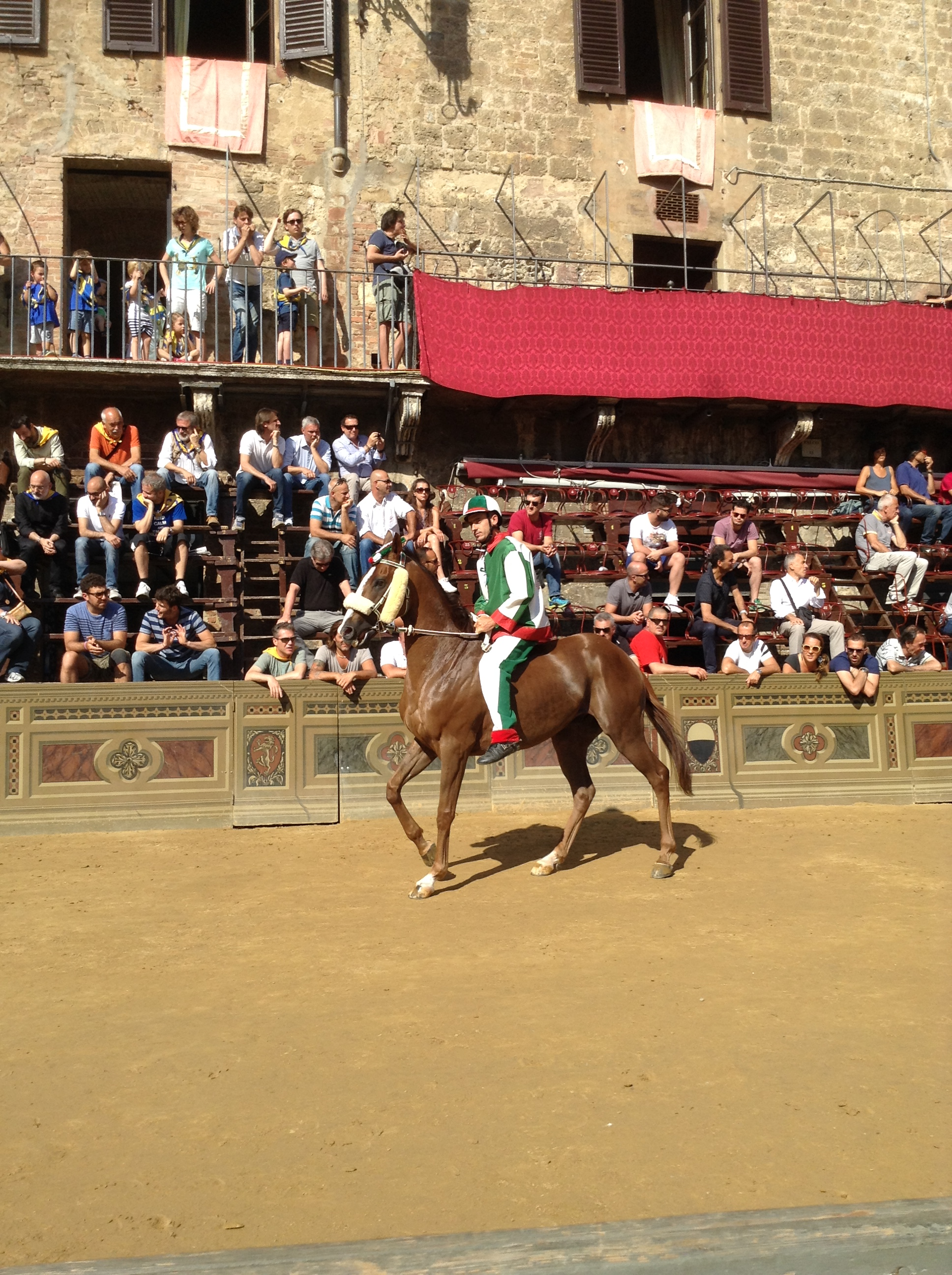
Il fantino dell'Oca Giuseppe Zedde detto Gingillo sul cavallo Porto Alabe durante la provaccia del Palio del 2 luglio 2016

La Nobile Contrada dell'Oca è una delle diciassette suddivisioni storiche della città toscana di Siena. Prende parte al Palio di Siena.

## Territorio

### Le strade all'epoca del Bando
Il Bando di Violante di Baviera (1730) determina la suddivisione territoriale delle diciassette Contrade di Siena facendo riferimento ai palazzi e ai loro proprietari dell'epoca, basandosi quindi sulle costruzioni più che sulle strade. Esso viene ancora oggi considerato la disposizione di base per determinare gli effettivi confini delle Contrade. Secondo il Bando relativo alla Nuova divisione dei confini delle Contrade, il territorio della Nobile Contrada dell'Oca è delimitato dalle seguenti vie e palazzi:
"Oca. n. 17 - Dalla porta Fonteblanda salga per tutta la strada di Santa Caterina, occupando la crociata, cioè da mano sinistra fino alla chiesa curata di Sant'Antonio inclusive coll'edifizio delle Tira, da mano destra poi salga a Diacceto comprendendo le case a destra fino all'osteria della Scala, ed a sinistra tenendo vada all'Arte della Lana ed esclusa la chiesa curata di San Pellegrino occupi la via dell'Arte fino a Sant'Andrea Gallerani inclusive a man sinistra, e da man destra fino al vicolo che svolta all'osteria della Rosa, colla piaggia che porta alla chiesa curata di Sant'Antonio e ad essa appartenga la Costaccia a man sinistra in venire da porta Fonteblanda alla porta Salaria ed i vicoli tutti entro a detto recinto."

### Le strade ai nostri giorni
Le strade che attualmente fanno parte del territorio della Contrada sono le seguenti:
- via di Santa Caterina
- via di Fontebranda (parte)
- via di Diacceto (parte)
- via della Galluzza
- via delle Terme (parte)
- via dei Pittori

- via del Tiratoio
- vicolo del Costaccino
- vicolo del Forcone
- vicolo del Trapasso
- costa di Sant'Antonio (parte)

Nel suo territorio si trova parte di quello anticamente incluso nella Contrada dell'Orso, una delle contrade soppresse.

## Storia
La contrada ha il titolo di "Nobile", conferitole dalla Civica Magistratura di Siena il 23 marzo 1846, per via del valore riconosciuto ai suoi soldati in occasione delle battaglie di Montemaggio (1145) e di Montaperti (1260), oltreché nella Guerra di Siena (1552-1555). Altro motivo fu quello della costruzione, a spese della stessa contrada, dell'acquedotto detto "dei bottini".

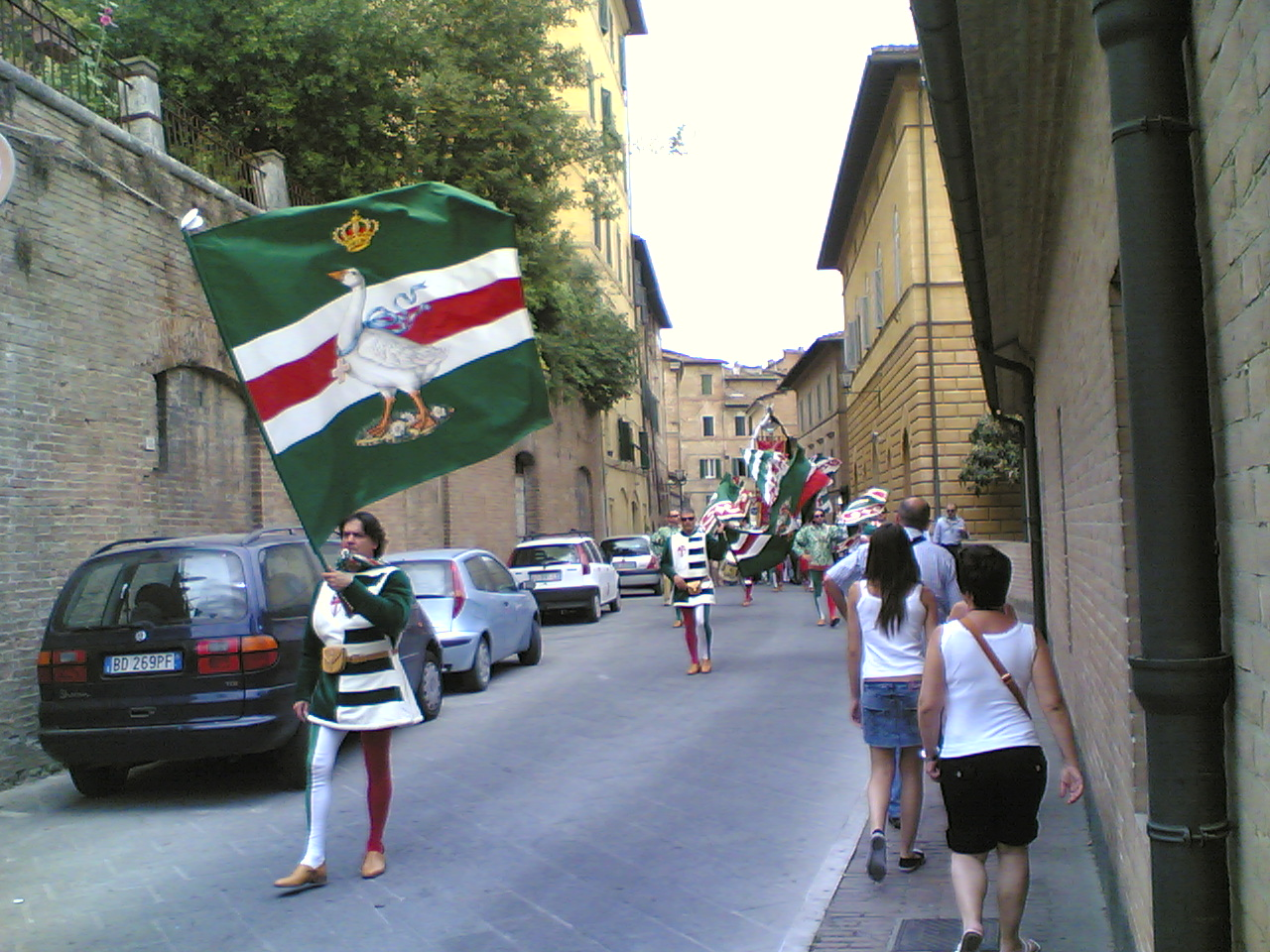
Particolare del corteo organizzato in occasione della vittoria del 2 Luglio 2007

## Aneddoti
L'Oca è la contrada con più vittorie nella storia del Palio di Siena (66 per il Comune, 67 quelle che la contrada si attribuisce). È inoltre la contrada a cui apparteneva per luogo di nascita (Fontebranda) Santa Caterina da Siena.
Tra gli aneddoti più celebri tramandati dai contradaioli dell'Oca, vi è quello relativo alla vittoria del 4 luglio 1858, Palio passato alla storia per un clamoroso imbroglio architettato dai suoi contradaioli al fine di ottenere la vittoria. In quell’occasione, l’Oca si era affidata al fantino Gaetano Bastianelli detto Gano di Catera, un conciatore di pelli, nato e cresciuto in Fontebranda, che come fantino era assai esperto quanto sfortunato, visto che in trent'anni vinse solo quel giorno.
Alla tratta, la Contrada di Fontebranda aveva ricevuto in sorte Trattienti, cavallo marrone dalla lunga coda, molto bello da vedere ma con scarsa propensione alla corsa - da cui il nome - oltre ad essere considerato il peggiore fra quelli al canape. Leggenda vuole che alcuni contradaioli dell'Oca, ormai rassegnati a quella che si preannunciava una disastrosa carriera, decisero di sostituire Trattienti con un cavallo quasi identico (medesimo colore marrone del manto e una stella bianca in fronte), ma dall’andatura decisamente superiore, di proprietà di un prete di campagna transitato in contrada la sera precedente il Palio.  Le cose andarono infatti come sperate: il cavallo del prete, velocissimo, si impose nella carriera. Il vero Trattienti, che attendeva nella stalla della contrada dove gli erano state messe addosso numerose coperte per farlo sudare - come se avesse effettivamente disputato la corsa - risbucò all'improvviso fra gli ocaioli in tripudio e i rivali increduli. 

## Alleanze sciolte
- Aquila, dal 1911 al 1921
- Drago, dal 1789 al 1947
- Lupa, dal 1887 al 1972
- Nicchio, dal 1777 al 1934
- Onda, da prima del 1650 al 1966
- Tartuca, dal 1933 al 1975

## Rivalità passate
- Nicchio, dal 1934 al 1969

## Rivalità con la Torre

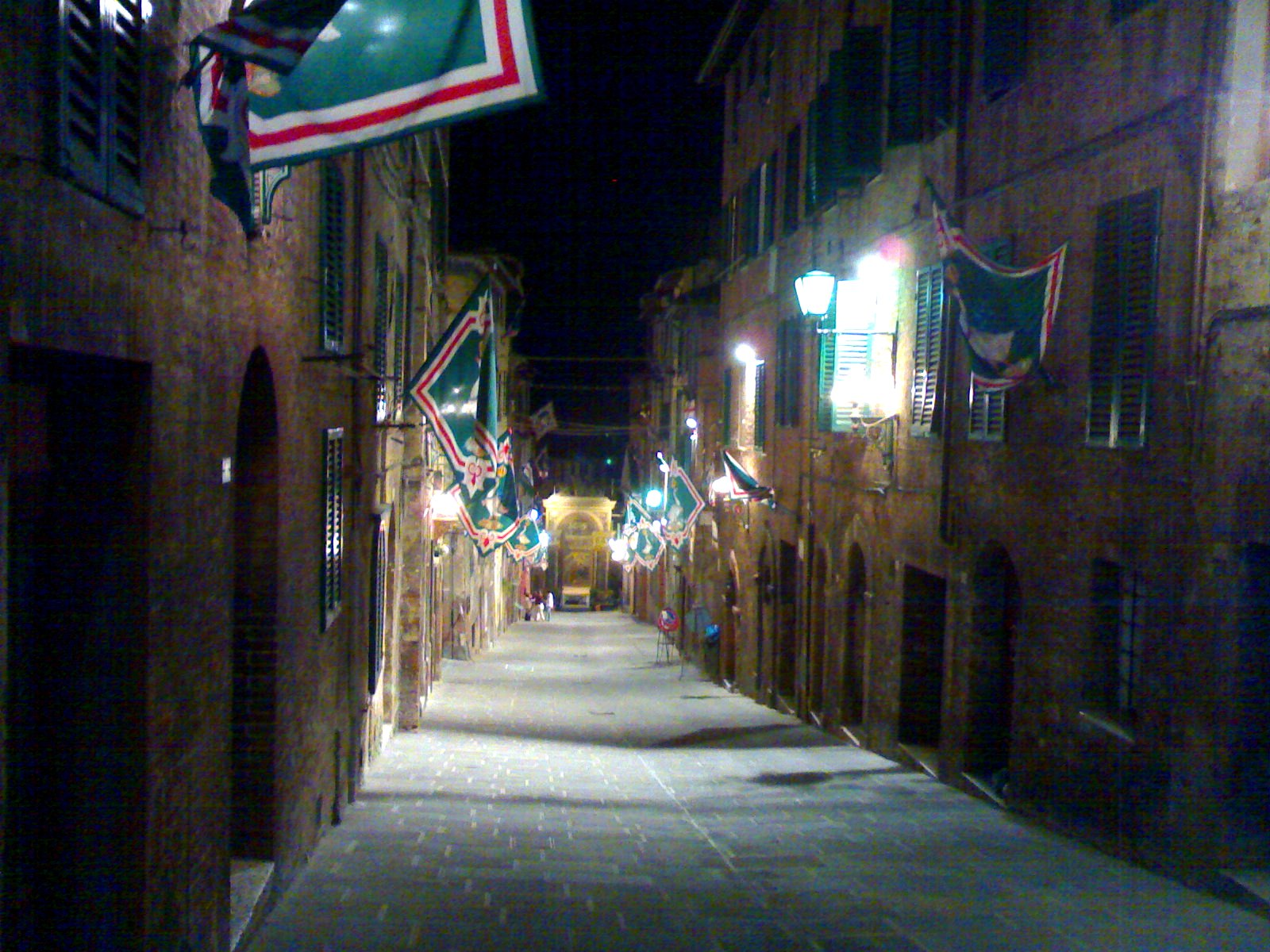
Via Santa Caterina imbandierata

Quella fra Oca e Torre è l'unica rivalità fra Contrade non confinanti ed è sicuramente fra le più accese e sentite. Stabilire i motivi di una tale inimicizia non è semplice: presumibilmente liti dovute ad interessi economici divergenti degenerarono dando vita ai primi rancori, poi consolidatisi in una reciproca lotta per la supremazia cittadina.
A cementare l'inimicizia ha sicuramente contribuito il Palio con le sue mille vicende, fatte di ripicche e tradimenti. Già nell'Ottocento le due Contrade si contendevano in ogni occasione il fantino "Gobbo Saragiolo" (al secolo Francesco Santini), all'epoca autentico re della Piazza: costui, indifferente all'inimicizia e fedele all'etica mercenaria, vinse tre volte per l'Oca e ben cinque volte per la Torre.
Nonostante negli anni vi siano stati vari tentativi di riappacificazione (l'ultimo risalente ai primi del Novecento), l'inimicizia non è mai rientrata.

## Gemellaggi
- Trieste
- Parte di Mezzogiorno del Gioco del Ponte di Pisa

## Vittorie
| N° vittoria                   | Data              | Fantino                                  | Cavallo                         |
| ----------------------------- | ----------------- | ---------------------------------------- | ------------------------------- |
| 1                             | 14 luglio 1644    | Destrampo                                | Cavallo di Ottorino di Grosseto |
| 2                             | 7 maggio 1645     | Sciano                                   |                                 |
| 3                             | 7 maggio 1648     | ?                                        |                                 |
| 4                             | 2 luglio 1655     | ?                                        |                                 |
| 5                             | 2 luglio 1658     | ?                                        |                                 |
| 6                             | 2 luglio 1673     | Simone Mastacchi detto Mone              |                                 |
| 7                             | 2 luglio 1674     | Pavolo Roncucci detto Pavolino           |                                 |
| 8                             | 2 luglio 1693     | Giuseppe Galardi detto Pulcino           | Baiettino                       |
| Vittorie nel XVII secolo: 8   |                   |                                          |                                 |
| 9                             | 2 luglio 1701     | Giuseppe Galardi detto Pelliccino        | Cervio                          |
| 10                            | 16 agosto 1707    | Giovan Battista Pistoi detto Cappellaro  | Bufalino                        |
| 11                            | 2 luglio 1712     | Giuseppe Maria Bartaletti detto Strega   |                                 |
| 12                            | 2 luglio 1718     | Giovan Battista Pistoi detto Cappellaro  | Balzanello di Castiglioncello   |
| 13                            | 2 luglio 1744     | Giovanni Rossi detto Ministro            | Morello del Taja                |
| 14                            | 2 luglio 1747     | Giovanni Rossi detto Ministro            | Stornello del Belleschi         |
| 15                            | 6 luglio 1755     | Antonio da Montepulciano                 | Stornello del Mascagni          |
| 16                            | 2 luglio 1758     | Giacomo Giovannetti detto Bastiancione   | Sauro dorato del Cipriani       |
| 17                            | 16 agosto 1759    | Mattia Mancini detto Bastiancino         | Sauro dorato del Rossi          |
| 18                            | 16 agosto 1762    | Mattia Mancini detto Bastiancino         | Dorato del Palagi               |
| 19                            | 2 luglio 1774     | Giuseppe Amaddii detto Batticulo         | Morello del Gambassi            |
| 20                            | 2 luglio 1782     | Isidoro Bianchini detto Dorino           | Stornello del Valentini         |
| 21                            | 18 agosto 1789    | Arcangiolo Pacchiani detto Pacchiano     | Morello del Baldi               |
| 22                            | 16 agosto 1793    | Angelo Giusti detto Ciocio               | Stornello del Giusti            |
| Vittorie nel XVIII secolo: 14 |                   |                                          |                                 |
| 23                            | 16 agosto 1804    | Niccolò Chiarini detto Caino             | Stornello del Pasquini          |
| 24                            | 16 agosto 1810    | Niccolò Chiarini detto Caino             | Baio dorato del Bandini         |
| 25                            | 16 agosto 1820    | Giovanni Buoni detto Bonino              | Baio dorato del Soldatini       |
| 26                            | 27 settembre 1824 | Luigi Brandani detto Cicciolesso         | Morello maltinto del Bianciardi |
| 27                            | 17 agosto 1827    | Giovanni Buoni detto Bonino              | Baio dorato del Batazzi         |
| 28                            | 3 luglio 1831     | Francesco Santini detto Gobbo Saragiolo  | Baio scuro del Gentili          |
| 29                            | 16 agosto 1832    | Francesco Santini detto Gobbo Saragiolo  | Morello del Coppi               |
| 30                            | 2 luglio 1841     | Francesco Bianchini detto Campanino      | Morello del Bizzarri            |
| 31                            | 16 agosto 1846    | Massimiliano Garuglieri detto Storto     | Morello maltinto del Bernini    |
| 32                            | 21 ottobre 1849   | Francesco Santini detto Gobbo Saragiolo  | Carbonello                      |
| 33                            | 4 luglio 1858     | Gaetano Bastianelli detto Gano di Catera | Trattienti                      |
| 34                            | 2 giugno 1861     | Pietro Locchi detto Paolaccino           | Castagnolo del Franci           |
| 35                            | 16 agosto 1868    | Pietro Locchi detto Paolaccino           | Baio del Cecconi                |
| 36                            | 16 agosto 1877    | Lorenzo Franci detto Pirrino             | Storno dell'Amaddii             |
| 37                            | 3 luglio 1881     | Antonio Salmoria detto Leggerino         | Baia Balzana del Ceccarelli     |
| 38                            | 16 agosto 1885    | Antonio Salmoria detto Leggerino         | Prete                           |
| 39                            | 17 agosto 1890    | Lorenzo Franci detto Pirrino             | Carbonello                      |
| 40                            | 17 agosto 1891    | Francesco Ceppatelli detto Tabarre       | Farfallina                      |
| 41                            | 16 agosto 1892    | Francesco Ceppatelli detto Tabarre       | Baia dorata del Butini          |
| 42                            | 3 luglio 1898     | Ermanno Menichetti detto Popo            | Morella del Franci              |
| Vittorie nel XIX secolo: 20   |                   |                                          |                                 |
| 43                            | 16 agosto 1903    | Angelo Montechiari detto Spanziano       | Lella                           |
| 44                            | 2 luglio 1906     | Angelo Meloni detto Picino               | Baia marrone del Betti          |
| 45                            | 3 luglio 1908     | Angelo Meloni detto Picino               | Stella                          |
| 46                            | 17 agosto 1909    | Alduino Emidi detto Zaraballe            | Farfalla                        |
| 47                            | 17 agosto 1919    | Giulio Cerpi detto Testina               | Scodata                         |
| 48                            | 16 agosto 1921    | Angelo Meloni detto Picino               | Crognolo                        |
| 49                            | 2 luglio 1928     | Angelo Meloni detto Picino               | Lina                            |
| 50                            | 16 agosto 1931    | Aldo Mantovani detto Bubbolo             | Tordina                         |
| 51                            | 16 agosto 1934    | Corrado Meloni detto Meloncino           | Wally                           |
| 52                            | 2 luglio 1948     | Primo Arzilli detto Il Biondo            | Salomè (scosso)                 |
| 53                            | 16 agosto 1952    | Remo Antonetti detto Rompighiaccio       | Niduzza                         |
| 54                            | 16 agosto 1959    | Giuseppe Gentili detto Ciancone          | Tanaquilla                      |
| 55                            | 16 agosto 1968    | Andrea Degortes detto Aceto              | Livietta                        |
| 56                            | 21 settembre 1969 | Andrea Degortes detto Aceto              | Dragone                         |
| 57                            | 16 agosto 1977    | Andrea Degortes detto Aceto              | Rimini                          |
| 58                            | 2 luglio 1984     | Andrea Degortes detto Aceto              | Baiardo IV                      |
| 59                            | 2 luglio 1985     | Andrea Degortes detto Aceto              | Brandano                        |
| 60                            | 2 luglio 1996     | Luigi Bruschelli detto Trecciolino       | Quarnero                        |
| 61                            | 2 luglio 1998     | Luigi Bruschelli detto Trecciolino       | Queen's Victor                  |
| 62                            | 2 luglio 1999     | Luigi Bruschelli detto Trecciolino       | Giove                           |
| Vittorie nel XX secolo: 20    |                   |                                          |                                 |
| 63                            | 2 luglio 2007     | Giovanni Atzeni detto Tittìa             | Fedora Saura                    |
| 64                            | 2 luglio 2011     | Giovanni Atzeni detto Tittìa             | Mississippi                     |
| 65                            | 2 luglio 2013     | Giovanni Atzeni detto Tittìa             | Guess                           |
| 66                            | 16 agosto 2023    | Carlo Sanna detto Brigante               | Zio Frac (scosso)               |
| 67                            | 3 luglio 2025     | Giovanni Atzeni detto Tittìa             | Diodoro                         |
| Vittorie nel XXI secolo: 5    |                   |                                          |                                 |

L'Oca si attribuisce un'altra vittoria, non riconosciuta dal Comune:
1. 17 agosto 1874: Palio "alla romana"[3] vinto dal fantino Angelo Romualdi detto Girocche

## Nella cultura di massa
La contrada dell'Oca ha un ruolo di primo piano in alcune sequenze del film di Castellano e Pipolo del 1986 Il burbero, con Adriano Celentano e Debra Feuer. Giunti a Siena in concomitanza del Palio, la coppia dei protagonisti, per seminare gli inseguitori, si mescola ai contradaioli dell'Oca in festa per la vittoria.